# Skoczkowce (ssaki)
Skoczkowce (Dipodoidea) – nadrodzina ssaków z infrarzędu myszokształtnych (Myomorphi) w obrębie rzędu gryzoni (Rodentia).

## Podział systematyczny
Do nadrodziny należą następujące występujące współcześnie rodziny:
- Sminthidae Brandt, 1855 – smużki
- Zapodidae Coues, 1875 – skoczomyszki
- Dipodidae G. Fischer, 1817 – skoczkowate

Opisano również rodzinę wymarłą:
- Armintomyidae Dawson, Krishtalka & Stucky, 1990

Rodzaje wymarłe o niepewnej pozycji systematycznej i niesklasyfikowane w żadnej z powyższych rodzin:
- Diplolophus Troxell, 1923[9] – jedynym przedstawicielem był Diplolophus insolens Troxell, 1923
- Elymys Emry & Korth, 1989[10]
- Zindapiria Flynn & Cheema, 1994[11] – jedynym przedstawicielem był Zindapiria quadricollis Flynn & Cheema, 1994